# Sophronica rufescens
Sophronica rufescens là một loài bọ cánh cứng trong họ Cerambycidae.